# Edward Wende (wydawca)

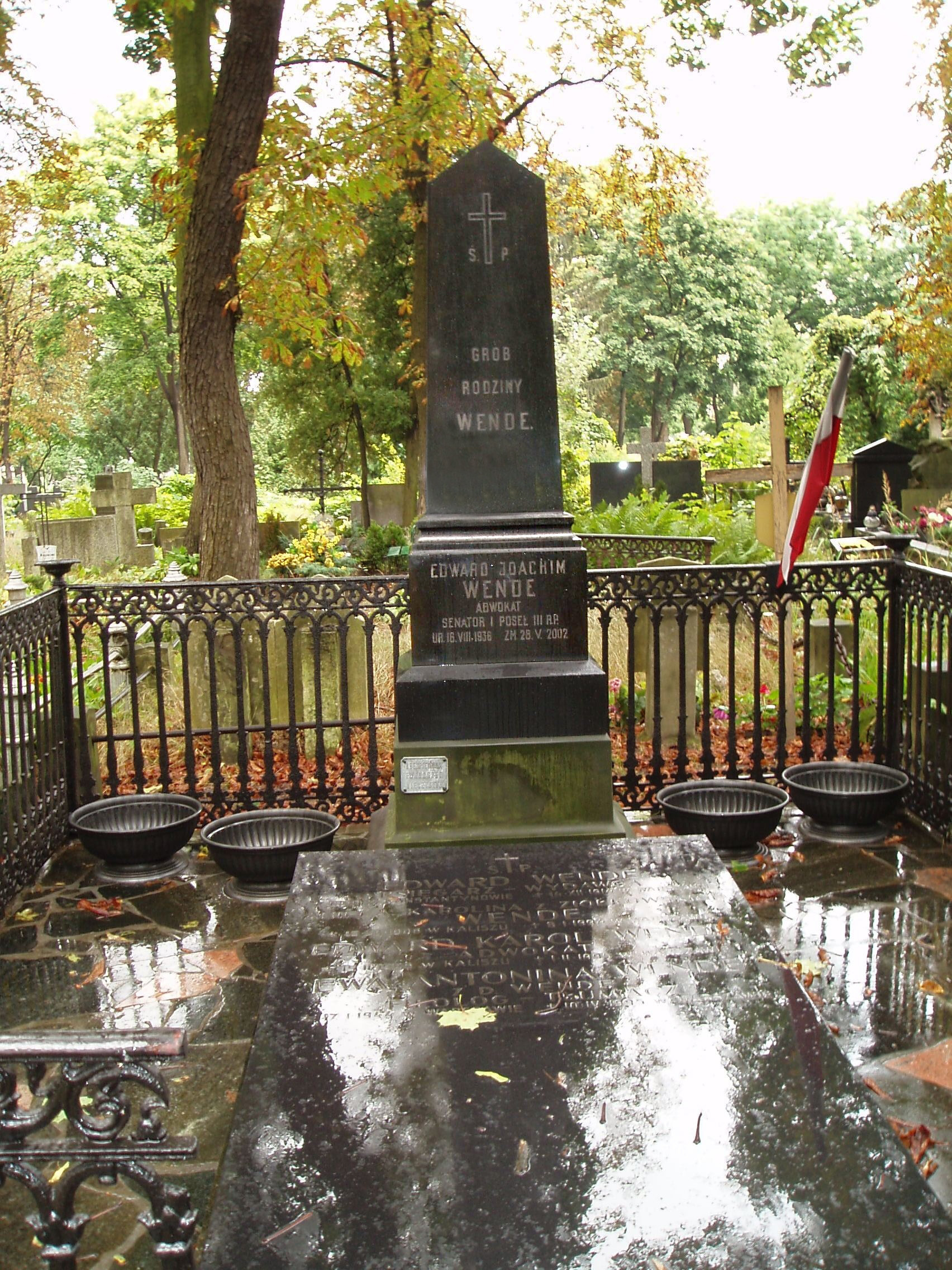
Groby rodziny Wende na cmentarzu ewangelickim w Warszawie

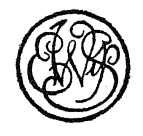
Sygnet wydawnictwa E. Wendego w roku 1916

Edward Wende (ur. 1830 w Konstantynowie, zm. 14 grudnia 1914 w Warszawie) – polski księgarz i wydawca związany z Warszawą, pradziadek senatora III RP Edwarda Wendego.

## Życiorys
Był luteraninem, synem Jerzego Gotfryda, fabrykanta sukna z Konstantynowa, i Wilhelminy z Jerników. Na nauki rodzice wysłali go do Rygi, gdzie ukończył gimnazjum i odbył praktykę księgarską. W roku 1858 Wende osiadł w Warszawie i założył wraz z wspólnikiem Wilhelmem Sanderem księgarnię przy ulicy Senatorskiej. Po paru latach, spłaciwszy wspólnika, przeniósł księgarnię na Krakowskie Przedmieście róg Królewskiej w kamienicy Beyera, gdzie pozostała do likwidacji firmy w roku 1928. Przy księgarni istniała czytelnia. Praktykantem u Wendego był m.in. znany później księgarz warszawski, Konstanty Trepte, oraz Rudolf Wegner, późniejszy założyciel Wydawnictwa Polskiego. Oprócz sprzedaży książek – także tych wydanych w Galicji i zakazanych przez cenzurę carską – Wende prowadził również działalność wydawniczą, publikując głównie pozycje naukowe z serii wydawnictw Warszawskiego Towarzystwa Lekarskiego i Kasy im. Mianowskiego.
W roku 1898 sprzedał księgarnię swym współpracownikom, m.in. starszemu synowi Romanowi (1863-1932), który pozostał w firmie do roku 1905. W roku 1911 księgarnię zakupił Ludwik Fiszer, który prowadził ją pod firmą Wendego do roku 1928.
Był aktywnym wieloletnim członkiem Kolegium Kościelnego ewangelicko-augsburskiej parafii pw. Świętej Trójcy w Warszawie. W testamencie zapisał 5000 rubli na domy starców i 1000 rubli na kościół. Był dwukrotnie żonaty, z Karoliną Emilią Wittichen, z którą miał syna Romana, księgarza oraz córkę Karolinę Emilię (ok. 1860–po 1934) – żonę doktora Pawła Schroetera, i z Karoliną Liedtke, z którą miał syna Edwarda, pastora ewangelickiego. Pochowany został w grobach rodzinnych na cmentarzu ewangelicko-augsburskim w Warszawie (Al. 55 nr 18). Tam spoczywa także jego prawnuk Edward.